# Жыргаланский аильный округ
Жыргыланский аильный округ (аймак) — административная единица в Ак-Суйском районе Иссык-Кульской области Кыргызстана.
Код COATE — 41702 225 855 00 0

## Население
По данным переписи 2022 года, в аильном округе проживало 1 033 человек.
| 1970 | 1979 | 1989 | 1999 | 2009 | 2022 |
| ---- | ---- | ---- | ---- | ---- | ---- |
| 1136 | 1471 | 1794 | 1391 | 1014 | 1033 |

## История
В 1960 году в районе будущего Жыргалана были найдены источники термальных вод, на базе которых в 1964 году был построен санаторий и посёлок при нём. Санаторий специализируется на лечении больных с заболеваниями костно-мышечной системы, с нервными и гинекологическими болезнями. Основным лечебным фактором являются минеральные воды с температурой воды +40…+43 °C.
В Жыргалане велась добыча угля.
С 2023 года перестал существовать, территория аильного аймака была передана новосозданному айыльному аймаку Хан-Тенири.

## Административное деление
В состав Жыргаланского аильного округа ныне входят населённые пункты:
- Жыргалан

## Примечание
1. ↑  Государственный классификатор система обозначений объектов административно-территориальных и территориальных единиц Кыргызской республики. Архивная копия от 18 марта 2018 на Wayback Machine — Бишкек: Национальный статистический комитет Кыргызской республики, 2017.
2. 1 2  Численность населения областей, районов, городов,поселков городского типа, айылных аймаков и айылов (сел) Кыргызской Республики Архивная копия от 10 ноября 2021 на Wayback Machine (на 2022 год).
3. ↑  Перепись-1970. Дата обращения: 22 сентября 2015. Архивировано 28 сентября 2013 года.
4. ↑  Перепись-1979. Дата обращения: 22 сентября 2015. Архивировано 21 сентября 2013 года.
5. ↑  Перепись-1989. Дата обращения: 22 сентября 2015. Архивировано 4 февраля 2012 года.
6. 1 2  Перепись населения Кыргызской Республики 2009 года. Иссык-Кульская область. Дата обращения: 22 сентября 2015. Архивировано 23 апреля 2016 года.
7. ↑  Жыргалан, климатический и бальнеогрязевой курорт. Дата обращения: 22 сентября 2015. Архивировано из оригинала 4 марта 2016 года.
8. ↑  Джергалан // Дебитор — Евкалипт. — М. : Советская энциклопедия, 1972. — (Большая советская энциклопедия : [в 30 т.] / гл. ред.  А. М. Прохоров ; 1969—1978, т. 8).
9. ↑  Источник. Дата обращения: 14 мая 2024. Архивировано 14 мая 2024 года.